# Micro-Star International

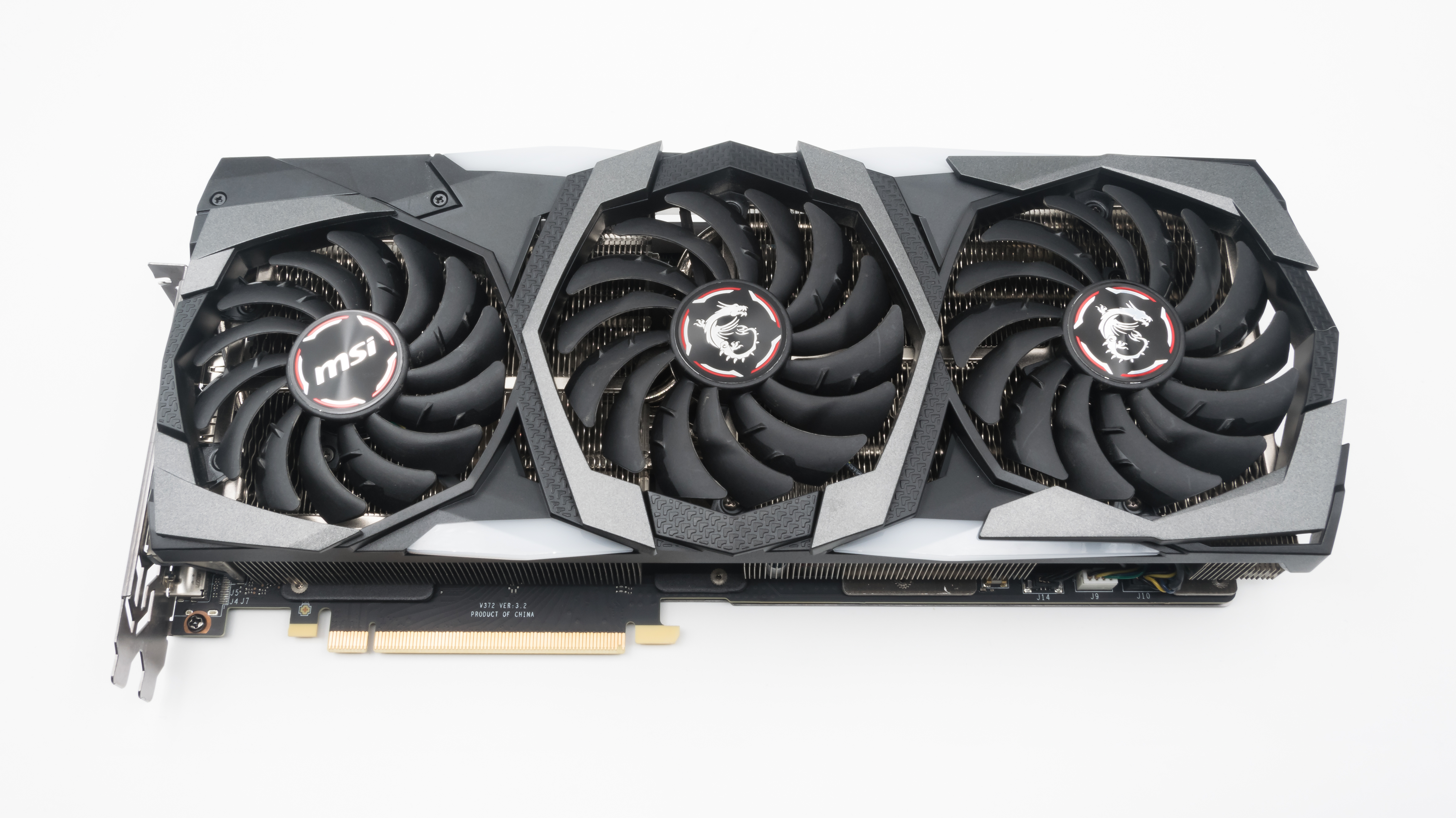
Karta graficzna MSI RTX 2080 Gaming X Trio

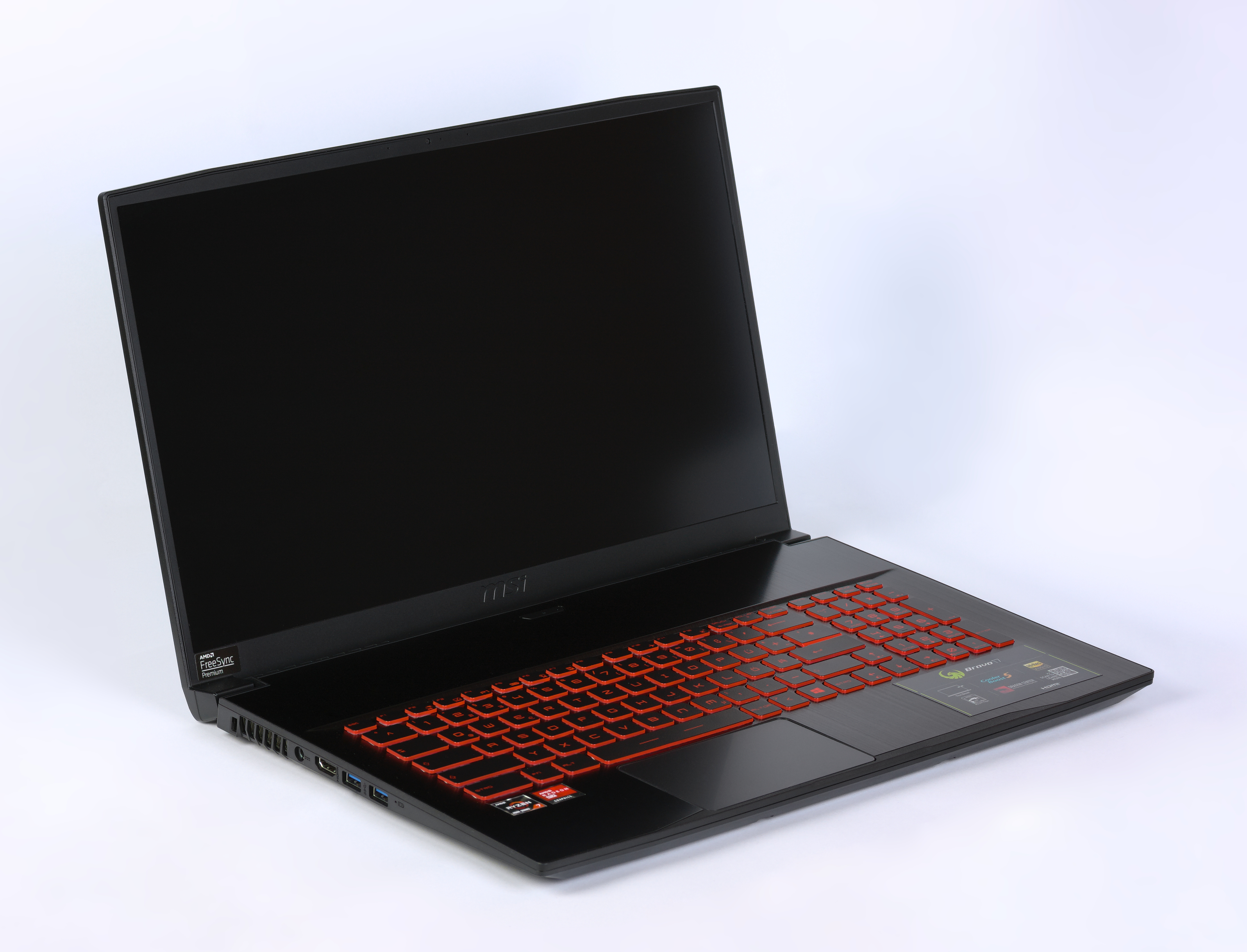
Laptop firmy MSI

Micro-Star International Co., Ltd (MSI) – chińskie przedsiębiorstwo informatyczne z siedzibą w Nowym Tajpej, w Tajwanie. Projektuje, rozwija i dostarcza sprzęt komputerowy, powiązane produkty i usługi, w tym laptopy, komputery stacjonarne, płyty główne, karty graficzne, komputery All-in-One, serwery, komputery przemysłowe, urządzenia peryferyjne do komputerów PC, samochodowe produkty rozrywkowo-informacyjne itp.
Przedsiębiorstwo jest notowane na Tajwańskiej Giełdzie Papierów Wartościowych i zostało założone w sierpniu 1986 r. przez 5 osób – Xu Xianga, Huang Jinqinga, Lin Wentonga, Yu Xian’nenga i Lu Qilonga. Najpierw wystartowali w Nowym Tajpej, na Tajwanie. MSI rozszerzyło później działalność na Chiny Kontynentalne, zakładając fabrykę Bao’an w Shenzhen w 2000 r. i zakładając ośrodki badawczo-rozwojowe w Kunshan 2001 roku. Zapewnia również globalną obsługę gwarancyjną w Ameryce Północnej, Ameryce Środkowej / Południowej, Azji, Australii i Europie.
Przedsiębiorstwo jest sponsorem wielu zespołów e-sportowych i jest także gospodarzem międzynarodowej imprezy MSI Masters Gaming Arena (wcześniej znanej pod nazwą MSI Beat IT). Najwcześniejszy konkurs Beat IT odbył się w 2010, podczas którego Evil Geniuses zdobyli zwycięstwo.
Slogan firmy w 2017 roku: „TRUE GAMING. SOME ARE PC, WE ARE GAMING”.

## Działania
Przedsiębiorstwo posiada główne biura, które zlokalizowane są w Zhonghe, Nowej Tajpej oraz Tajwanie. Mieści się w nich wiele różnych działów oraz usług.
Początkowo produkcja miała miejsce w zakładach na Tajwanie.
Przedsiębiorstwo ma oddziały w Amerykach, Europie, Azji, Australii i Południowej Afryce. Od 2015 roku firma działa globalnie w ponad 120 krajach, obejmujących obie Ameryki, Europę / Bliski Wschód / Afrykę (EMEA) i region Azji-Pacyfik.

## Produkty
Przedsiębiorstwo najpierw zbudowało swoją reputację na rozwijaniu i produkcji komputerowych płyt głównych i kart graficznych. W 2008 r. założyła swoją spółkę zależną FUNTORO, aby dostarczać rozwiązania informacyjno-rozrywkowe w pojazdach. Obecnie oferuje różnorodne produkty począwszy od laptopów, laptopów do gier, płyt głównych, kart graficznych, komputerów typu All-in-One, mobilnych stacji roboczych, komputerów typu barebone, serwerów, multimedialnych urządzeń peryferyjnych do samochodowych rozwiązań informacyjno-rozrywkowych, inteligentnych robotów czyszczących, panoramiczne aparaty fotograficzne Wi-Fi itp.
Po założeniu w 1986 r. MSI skupiło się na projektowaniu i produkcji płyt głównych i kart rozszerzeń. Później w tym samym roku wprowadzono pierwszą płytę główną 286 do podkręcania.
W 1989 roku MSI wprowadziło swoją pierwszą płytę główną 486; w 1993 roku – pierwsza płyta główna 586; w 1995 roku płyta główna oparta na procesorze Dual Pentium Pro. W 1997 roku wprowadzono na rynek płytę główną opartą na procesorze Intel Pentium II z technologią Intel MMX, wraz z jej pierwszą kartą graficzną i pierwszym produktem typu barebone; w 1990 roku wprowadziła swoją pierwszą płytę główną opartą na Socket 7, a w 2002 roku swoją pierwszą płytę główną z PC2PC Bluetooth i WLAN.
W 2000 roku firma MSI wprowadziła pierwszy dekoder STB (MS-5205). W 2003 roku pierwszy produkt typu Tablet PC (PenNote3100), a w 2004 r. – pierwszy produkt Notebook (M510C).
W 2009 r. MSI wprowadziło swój pierwszy Ultra Slim Notebook (X320), i pierwszy komputer All-in-One PC (AP1900).
W 2008 roku MSI sponsorowało Fnatic i weszło na rynek gier komputerowych. Seria GAMING zawiera laptopy, komputery stacjonarne, płyty główne, karty graficzne, komputery typu All-in-one oraz urządzenia peryferyjne do gier przeznaczone dla graczy i zaawansowanych użytkowników.
W 2015 r. MSI połączyła siły ze spółką Tobii, zajmującą się technologią śledzenia wzroku, w celu stworzenia laptopów do gier z opcją śledzenia wzroku.
Na początku 2016 r. MSI ogłosiło współpracę z HTC i ujawniło systemy Vive-ready oferujące doświadczenia w wirtualnej rzeczywistości.